# Faculdade de Educação da Universidade Federal da Bahia
A Faculdade de Educação da Universidade Federal da Bahia (FACED) é uma das unidades de ensino, pesquisa e extensão da UFBA, na cidade de Salvador, capital do estado brasileiro da Bahia, fundada no ano de 1968, e situada no Vale do Canela, integrando o Campus Canela.
A FACED-UFBA se destaca no ensino de pedagogia no Brasil, pois ela tem diversos de seus estudantes de pós-graduação que foram premiados na área da educação, a exemplo das teses de doutorado defendidas nesta Faculdade que foram contempladas com o Prêmio CAPES de Tese.

## História
Os antecedentes históricos da Faculdade de Educação da UFBA surgem no Departamento de Pedagogia da Faculdade de Filosofia e Ciências Humanas da Universidade Federal da Bahia (UFBA), criado na década de 1940 e que passou a oferecer a partir de 1941 o curso de graduação em pedagogia nas modalidades Bacharelado e Licenciatura.
Em 1965, a UFBA implantou o curso de graduação em "Licenciatura curta em Ciências e Matemática para o 1º grau", destinada a formar professores para o ensino fundamental no estado da Bahia.
Na condição de unidade universitária, a criação da Faculdade de Educação da UFBA (FACED-UFBA) ocorreu em 1968, por iniciativa do então reitor da UFBA, Roberto Figueira Santos, o qual designou o professor Antônio Pithon Pinto como coordenador da FACED-UFBA (o qual viria a se tornar primeiro vice-diretor da Faculdade), por meio da Portaria nº 132, de 10 de abril de 1968. Porém, o primeiro diretor da FACED-UFBA foi a professora Leda Jesuíno dos Santos, sendo que Antônio Pithon Pinto acabou sendo designado a ser vice-diretor da Faculdade.
O projeto pedagógico da Faculdade de Educação da UFBA foi elaborado por um conjunto de professores que estavam sob a coordenação da professora Mary Woortmann, então professora da Faculdade de Filosofia e Ciências Humanas da UFBA. A criação desta unidade universitária se deu no contexto da reforma universitária que ocorreu no final da década de 1960 pela ditadura militar de 1964.
Em 1969, a Faculdade de Educação da UFBA inicia o seu funcionamento no então prédio da Faculdade de Filosofia e Ciências Humanas da UFBA, situado no bairro de Nazaré, oferecendo as primeiras turmas de graduação nos cursos de "licenciatura para o magistério no ensino médio", de "licenciatura para o magistério no ensino normal" e de "bacharelado para especialistas em educação".
Contando com apoio técnico de diversos especialistas e de agências internacionais, como a Organização das Nações Unidas para a Educação, a Ciência e a Cultura (UNESCO), em 1971, a FACED-UFBA criou o Programa de Pesquisa e Pós-graduação em Educação da UFBA com o objetivo de capacitação dos próprios professores das Faculdades de Educação da UFBA, da Universidade Federal de Sergipe (UFS) e da Universidade Federal de Alagoas (UFAL), tendo contado com a colaboração de professores estrangeiros visitantes vinculados ao projeto UNESCO/BRA/70/10. Entrando em funcionamento a partir de 1972, o curso de pós-graduação oferecido era o mestrado em educação que tinha como a pesquisa educacional como área de concentração e teve como primeira coordenadora, a professora Maria Azevedo Brandão.
Em 1974, a Faculdade de Educação é transferida em definitivo para o campus da UFBA situado no Vale do Canela, onde funcionaria em um prédio próprio que reuniu no mesmo espaço a graduação e a pós-graduação que estavam sob sua responsabilidade.
Em 1985, o Departamento de Educação Física da Superintendência Estudantil da UFBA foi transferido para a FACED-UFBA, sendo esse ato materializado no ano seguinte, com a fundação de uma nova estrutura departamental específica para cuidar dos cursos de Educação Física, a qual foi denominada de Departamento de Educação III, que se juntou aos dois departamentos originais da Faculdade.

## Estrutura organizacional
Dividida em três departamentos, ela oferece cursos de graduação em Pedagogia, em Educação Física e em Licenciatura em Ciências Naturais e cursos de extensão envolvendo essas três graduações.
A FACED-UFBA abriga três programas de pós-graduação stricto sensu (PPG), pelos quais oferece titulações de mestrado e doutorado:
- PPG em Difusão de Conhecimento;
- PPG em Educação (área de concentração: Educação, Sociedade e Práxis Pedagógica);[5]
- PPG em Ensino de Ciências.

Esta unidade universitária abriga também um mestrado profissional em educação.

## Grupos de pesquisa
A FACED possui diversos grupos de pesquisa sobre a educação. Alguns dos que estão ativos e certificados na base do CNPQ, produzindo conhecimento:
- Grupo de Estudos e Pesquisas em Avaliação para Aprendizagem;[8]
- GEPEICI: Grupo de Estudos e Pesquisas em Educação Infantil, Crianças e Infâncias;[9]
- MTE: Grupo de Estudos e Pesquisas Marxismo e Políticas de Trabalho e Educação;[10]
- Núcleo MotriS: Núcleo de Pesquisas em Motricidade e Saúde.[11]

## Professorado
A Faculdade de Educação da UFBA teve em seu corpo docente relevantes nomes da educação da Bahia, entre eles:
- Celi Taffarel,[3] educadora física com doutorado em educação, ela é ex-presidente do Colégio Brasileiro de Ciências do Esporte - CBCE (1987-1991), ex-Secretária Geral do ANDES-SN (2002-2004) e ex-diretora da Faculdade de Educação da UFBA (2008-2012);
- Dante Augusto Galeffi,[3] filósofo especializado em estética e filosofia da educação com formação inicial em arquitetura e doutorado em educação;
- Dora Leal Rosa, cientista social com doutorado em educação, ela é ex-reitora da UFBA (2010-2014);[12]
- Edivaldo Machado Boaventura, jurista com doutorado em educação, ele foi ex-reitor da UNEB, membro da Academia de Letras da Bahia e ex-secretário de educação do Estado da Bahia;[13][14]
- Karina Menezes, pedagoga, professora da FACED e ganhadora do Prêmio CAPES de Teses de 2019;[1]
- Luiz Felippe Perret Serpa,[7] físico, ex-professor do Instituto Tecnológico de Aeronáutica (ITA) e ex-reitor da UFBA;
- Robert Evan Verhine, economista estadunidense, membro fundador da Academia de Ciências da Bahia, ex-diretor científico da Fundação de Amparo à Pesquisa do Estado da Bahia (FAPESB), ex-Pró-Reitor de Pesquisa e Pós-Graduação da UFBA, vice-presidente da Associação Brasileira de Avaliação Educacional (ABAVE) e coordenador da Região Nordeste do Fórum de Pró-Reitores de Pesquisa e Pos-Graduação (FOPROP/NE).[15]

## Alumninotáveis
Dentre as suas ex-alunas e ex-alunos, destacam-se:
- Olívia Santana, pedagoga pela UFBA, ela é ex-vereadora da Câmara Municipal de Salvador (2005-2012), ex-secretária municipal de educação de Salvador (2005-2006), ex-secretária estadual de Políticas para as Mulheres da Bahia (2015-2017), ex-secretária estadual de Trabalho, Emprego, Renda e Esporte da Bahia (2017-2018), e deputada estadual da Assembleia Legislativa do Estado da Bahia desde 2019.[16][17][18]
- Candolina Rosa, graduada em pedagogia pela UFBA, tendo o cursado o mestrado interrompido em razão de seu óbito em 1973, ela foi professora e educadora baiana, tendo fundado diversas escolas em Salvador.
- Maria José Rocha, concluiu o seu mestrado em educação pela UFBA, ela é ex-deputada estadual da Assembleia Legislativa do Estado da Bahia (1990-1998) e foi Secretária Adjunta da Educação Profissional e Tecnológica do MEC (2006).[19]